# Атка (аэропорт)
Аэропо́рт А́тка (англ. Atka Airport), (ИАТА: AKB, ИКАО: PAAK, FAA LID: AKA) — государственный гражданский аэропорт, расположенный в 3,7 километрах к северу от центрального района города Атка (Аляска), США.
Деятельность аэропорта и регулярные коммерческие рейсы из него субсидируются за счёт средств Федеральной программы США Essential Air Service (EAS) по обеспечению воздушного сообщения между небольшими населёнными пунктами страны.

## Операционная деятельность
Аэропорт Атка располагается на высоте 17 метров над уровнем моря и эксплуатирует одну взлётно-посадочную полосу:
- 15/33 размерами 1002 x 26 метров с асфальтовым покрытием.[1]

За период с 31 декабря 2003 года по 31 декабря 2004 года Аэропорт Атка обработал 150 операций взлётов и посадок самолётов, все рейсы в данный период пришлись на перевозки аэротакси.